# Борова (Чугуївський район)
Борова́ — село в Україні, у Зміївській міській громаді Чугуївського району Харківської області. Населення становить 2419 осіб. До 2020 орган місцевого самоврядування — Борівська сільська рада.

## Географія
Село Борова знаходиться на правому березі річки Уда, вище за течією примикають села Петрищеве і Гусина Поляна, нижче за течією на відстані 1 км - село Водяне, на протилежному березі - село Темнівка (Харківський район) і селище Васищеве, до села примикає село Звідки. Через село проходить залізниця, станції Звидки і Борівська Південна.

## Походження назви
У 1660 році у тій місцевості згадується річка "Боровий Колодязь". Швидше за все, саме цей об'єкт і дав назву утвореному селу.

## Історія
Село вперше згадується в 1660 році.
За даними на 1864 рік у казеному селі Борове Замостянської волості Зміївського повіту, мешкало 950 осіб (486 чоловічої статі та 464 — жіночої), налічувалось 169 дворових господарств, існувала православна церква.
Станом на 1914 рік кількість мешканців зросла до 2 369 осіб.
20 жовтня 2009 року село було газофіковане.
12 червня 2020 року, відповідно до Розпорядження Кабінету Міністрів України  № 725-р «Про визначення адміністративних центрів та затвердження територій територіальних громад Харківської області», увійшло до складу Зміївської міської громади.
19 липня 2020 року, в результаті адміністративно-територіальної реформи та ліквідації Зміївського району, село увійшло до складу Чугуївського району Харківської області.

## Населення

### Мова
Розподіл населення за рідною мовою за даними перепису 2001 року:
| Мова            | Кількість | Відсоток |
| --------------- | --------- | -------- |
| російська       | 1861      | 76.93%   |
| українська      | 228       | 6.54%    |
| вірменська      | 16        | 0.66%    |
| інші/не вказали | 384       | 15.87%   |
| Усього          | 2419      | 100%     |

## Економіка
- Молочно-товарна ферма.
- Харківський гірськолижний центр «Альпійська долина».

## Об'єкти соціальної сфери

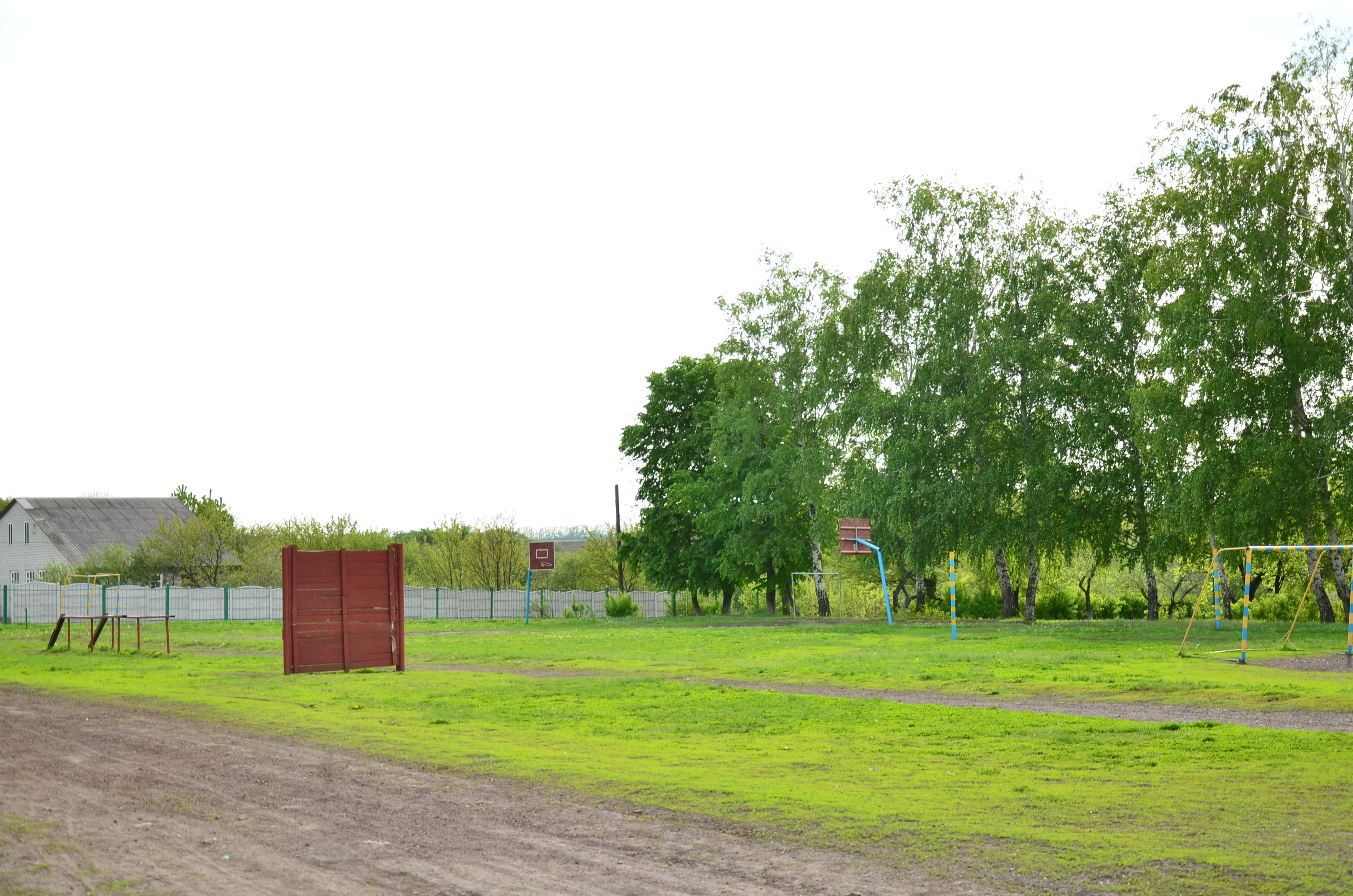
Шкільний стадіон
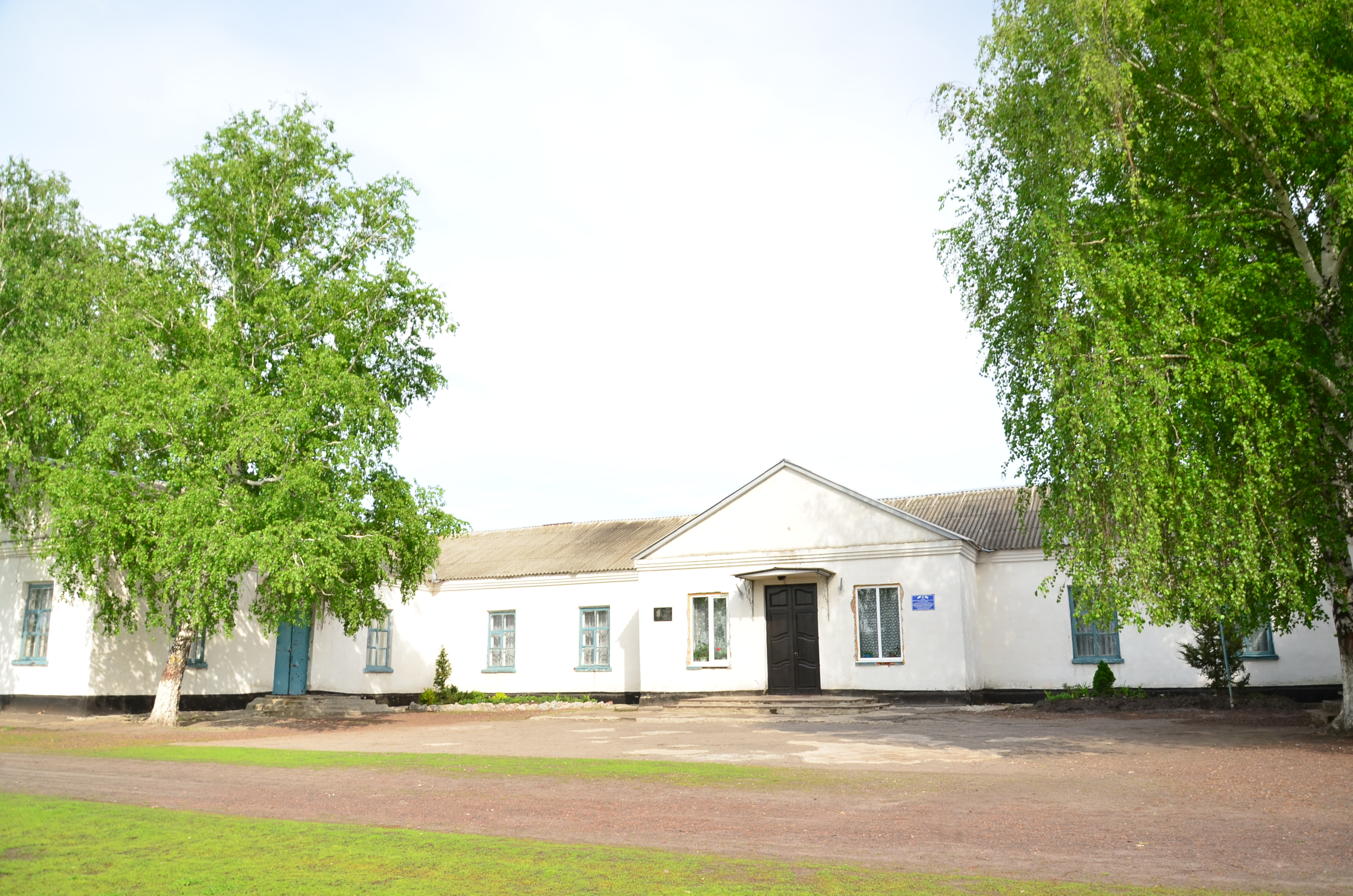
Школа імені Сергія Закори
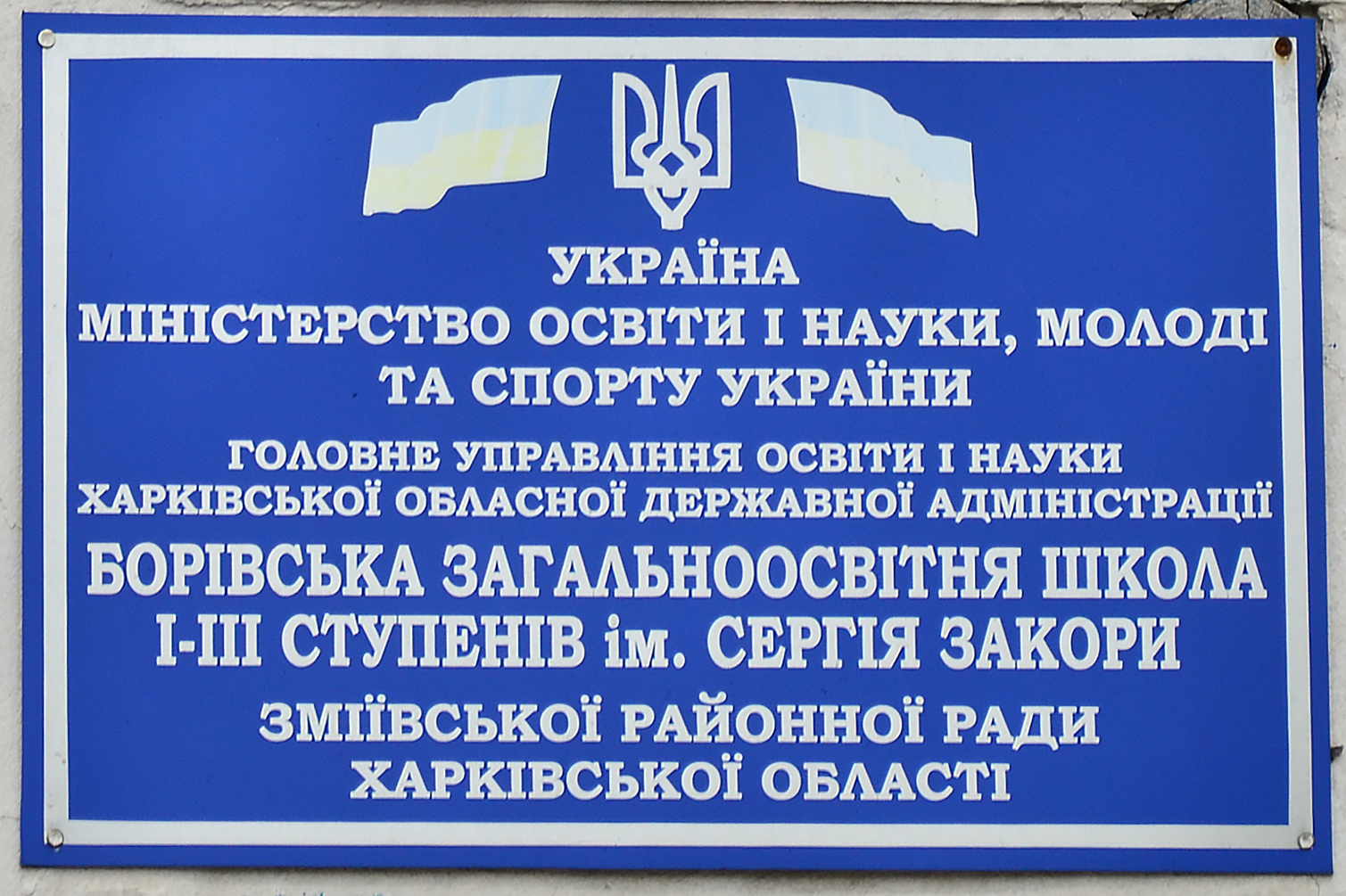
Табличка на школі

- Школа.

## Пам'ятки

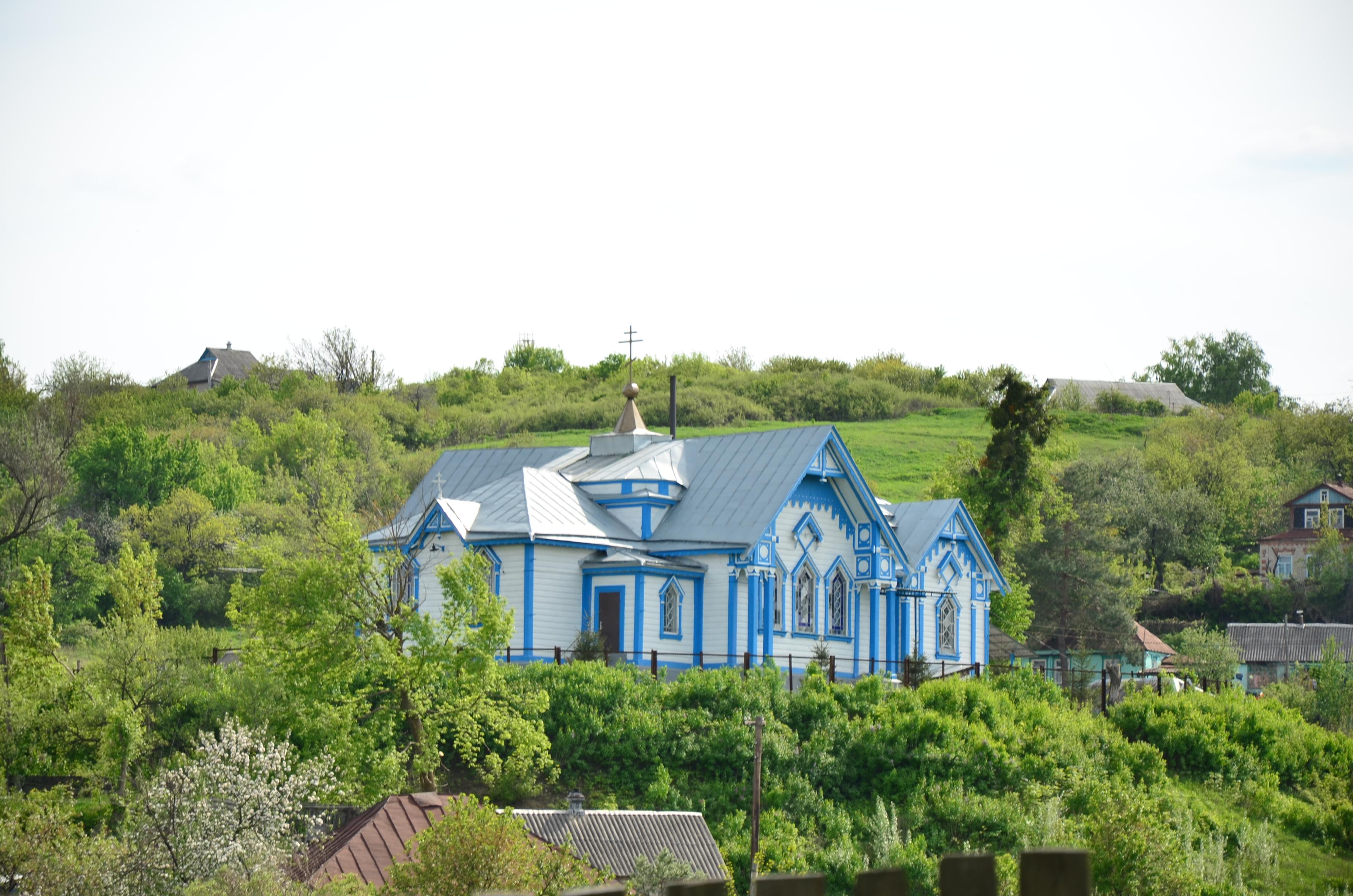
Церква Воздвиження Святого Хреста
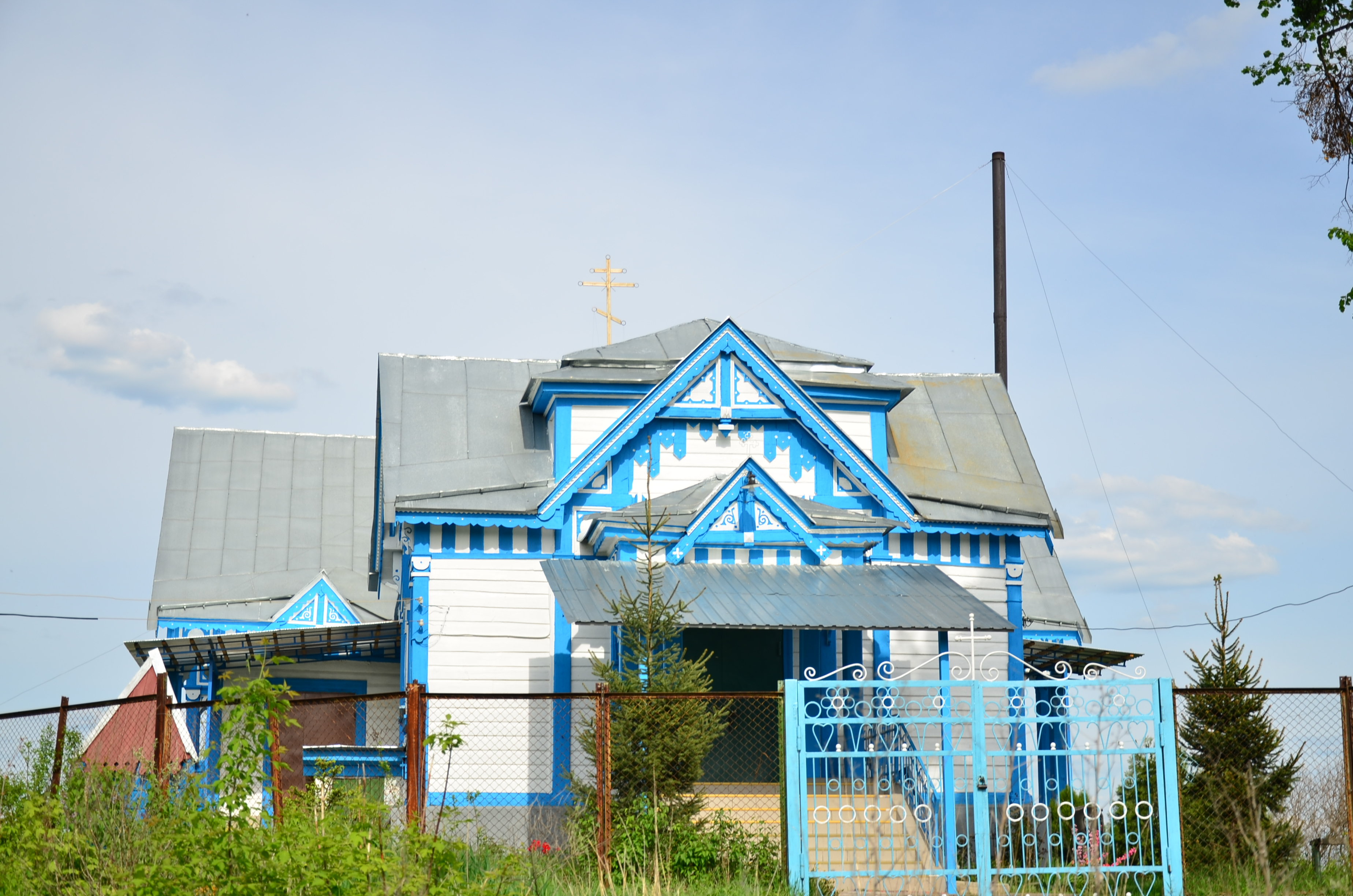
Церква Воздвиження Святого Хреста (вид збоку)
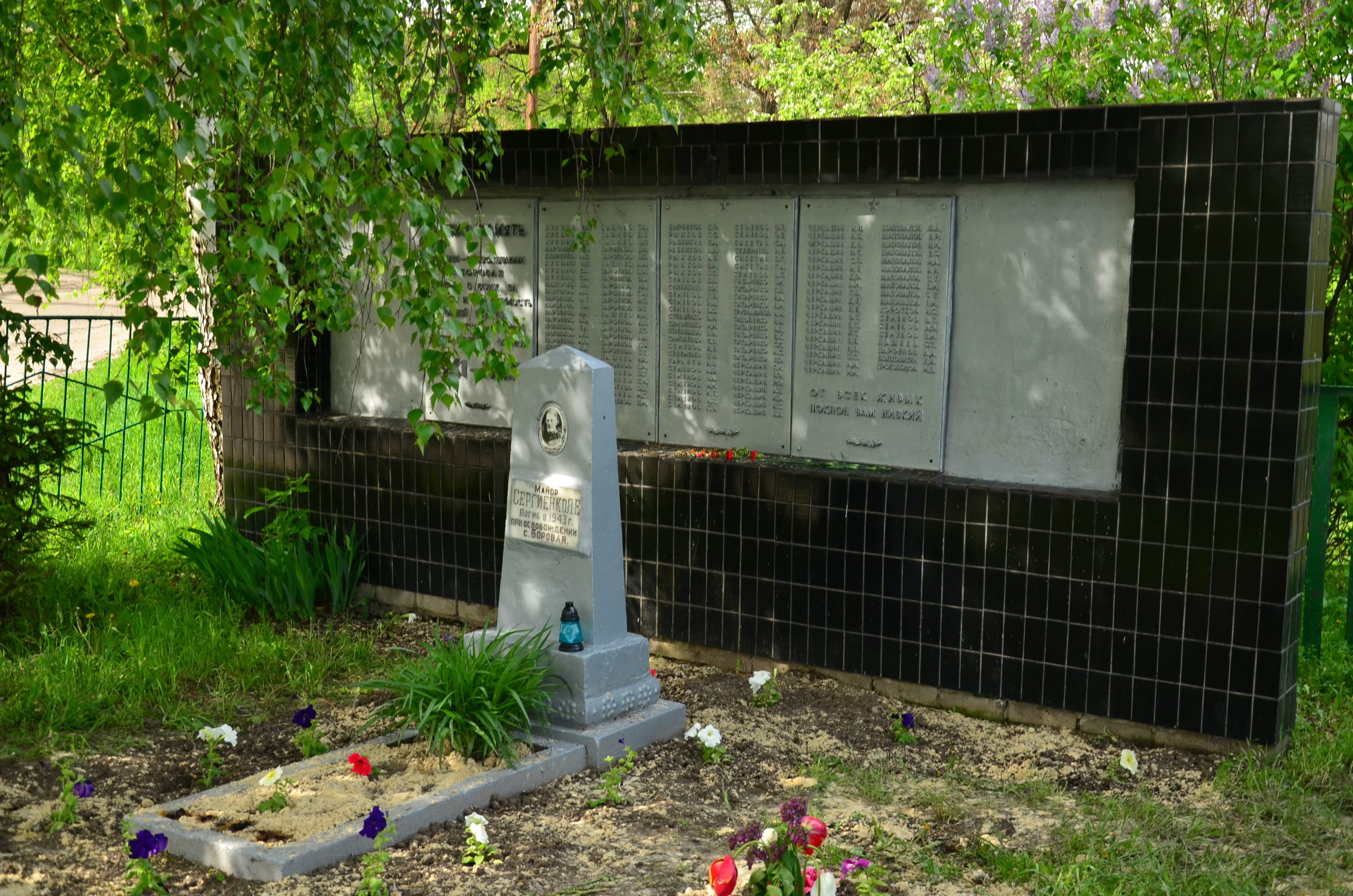
Братська могила радянських солдат

- Христовоздвиженська церква 1907-го року.
- Братська могила радянських солдат, загиблих під час оборони с. Борова